# Lyroderma
Lyroderma is een geslacht van zoogdieren uit de familie van de reuzenoorvleermuizen (Megadermatidae). De wetenschappelijke naam van het geslacht werd in 1872 gepubliceerd door Wilhelm Peters.

## Soorten
Er worden 2 soorten in dit geslacht geplaatst:
- Lyroderma lyra (É. Geoffroy Saint-Hilaire, 1810) – Lierneusvleermuis
- Lyroderma sinense (Andersen & Wroughton, 1907)[2]